# Lesanovití
Lesanovití (Lymexylidae) jsou jedinou čeledí brouků v nadčeledi Lymexyloidea.
Brouci jsou dlouzí od 7 do 18 mm. Larvy žijí v živém nebo hnijícím dřevu, kde se živí houbami rostoucími v jejich chodbičkách. Některé druhy jsou škůdci, kteří zabíjejí živé stromy a poškozují trámy v lodích a domech.
Je popsáno 37 druhů v 7 rodech. Nejznámějším druhem je lesan lodničník (Lymexylon navale).